# ヨハン・スヴェンセン
ヨハン・セヴェリン・スヴェンセン（Johan Severin Svendsen, 1840年9月30日 - 1911年6月14日）は、ノルウェーの作曲家、指揮者、ヴァイオリニスト。スウェーデン統治下ノルウェーのクリスチャニア（現オスロ）に生まれ、生涯のほとんどをデンマークのコペンハーゲンに過ごし、70歳で同地にて他界した。

## 作風
親友にしてより高名な作曲家のグリーグとは対照的に、スヴェンセンは響きの美しさというよりは、管弦楽法の技巧によって名を上げた。グリーグがたいてい小編成のために作曲したのに対して、スヴェンセンはもっぱら大編成の、とりわけオーケストラの作曲家であった。最も有名な作品は、ヴァイオリンと管弦楽のためのロマンスである。存命中は、作曲家や指揮者として非常に人気があり、国から数々の栄誉を授けられた。しかしながらこの人気は長続きしなかった。コペンハーゲンにて他界、70歳であった。
スヴェンセンは《弦楽四重奏曲イ短調》作品1においては、おそらくシューベルトを模範としていたが、より個性的な《弦楽八重奏曲》作品3によって幅広い評価を集め、名声を得ることができた。スヴェンセンは一時期リヒャルト・ワーグナーと親しかった。
スヴェンセンの他の主要な作品として、2つの交響曲、ヴァイオリン協奏曲のほか、4つのノルウェー狂詩曲や幾多の交響詩がある。
グリーグはスヴェンセンの管弦楽作品に気後れを覚え、自身の唯一の交響曲を発表後に封印したり、ピアノ連弾曲『ノルウェー舞曲』の管弦楽編曲から自身は手を引くなどしている。
デンマークの作曲家カール・ニールセンは、指揮者としてスヴェンセンの補佐をした一方、作曲家としても彼の影響を受けており、第4番までの交響曲には、急速な両端楽章の激しい民族舞曲調や中間楽章の牧歌調というように、スヴェンセンに共通する発想が見出される。

## 作品

### 交響曲
- 交響曲第1番ニ長調 Op.4
- 交響曲第2変ロ長調 Op.15

### 協奏曲
- ヴァイオリン協奏曲 Op.6（1872年）
- チェロ協奏曲 Op.7
- ヴァイオリンと管弦楽のためのロマンス Op.26

### 管弦楽曲
- パリの謝肉祭 Op.9
- 祝祭ポロネーズ Op.10
- ゾラハイダ Op.11
- ロメオとジュリエット Op.18
- ポロネーズ第2番 Op.28
- 2つのアイスランド民謡 Op.30
- 2つのスウェーデン民謡 Op.27
- シーグル・スレムベのための交響的前奏曲 Op.8
- フランドルの謝肉祭 Op.32
- ノルウェー芸術家の謝肉祭 Op.14
- ノルウェー狂詩曲第1番 Op.17
- ノルウェー狂詩曲第2番 Op.19
- ノルウェー狂詩曲第3番 Op.21
- ノルウェー狂詩曲第4番 Op.22

### 室内楽曲
- 弦楽四重奏曲イ短調 Op.1（1865年）
- 弦楽八重奏曲イ長調 Op.3（1866年）
- 弦楽五重奏曲ハ長調 Op.5（1867年）

### ピアノ曲
- ポルカ『アンナ』（1854年）
- ワルツ『山の牧草地に』（1856年）

### 合唱曲
- 波の歌 (Wogensang)　女声三部合唱、ピアノ伴奏、ノルウェー語またはドイツ語